# Baron Kingsale

Wappen der Barone Kingsale

Baron Kingsale (auch Kinsale) ist ein erblicher britischer Adelstitel in der Peerage of Ireland.
Die Barone sind auch Inhaber der feudalen Titel Lord Courcy und Lord Ringrone.

## Verleihung
Über die Entstehung des Titels bestehen einige Kontroversen. Unstreitig anerkannt ist, dass Kingsale die älteste heute noch bestehende Baronie der Peerage of Ireland und der Baron damit Premier Baron of Ireland ist. Zudem ist der Titel nach dem des Baron Athenry der zweitälteste Baronstitel in der Geschichte der Peerage of Ireland.
Die vier wichtigsten Quellen sind John Lodge’s The Peerage of Ireland, Edward MacLysaght’s Ahnentafel, die im Irish Genealogical Office eingetragen ist, William Betham’s Ahnentafel beim British Museum und Debrett’s. Gegenstand der Kontroversen ist insbesondere die genaue Zahl der Titelinhaber. Nach Lodge wäre der gegenwärtige Inhaber der 36. Baron Kingsale. MacLysaght lässt Edmund, Lodge’s 4. Baron aus, der derzeitige Baron würde demnach der 35. sein. Debrett’s Liste der Titelinhaber beginnt erst mit Lodge’s 6. (MacLysaght’s 5.) Baron, so dass der aktuelle Peer der 31. Inhaber des Titels wäre.
Gemäß Lodge wurde der Titel durch Letters Patent am 29. Mai 1223 von König Heinrich III. für Miles de Courcy († um 1230), vermutlich Sohn des Sir John de Courcy, geschaffen. Laut Debrett’s wurde der Titel erst um 1340 durch Writ of Summons für Miles de Courcy (um 1286–vor 1344) begründet.
Die folgende Liste führt die Zählung gemäß Lodge auf, für die auch die Familie Courcy plädiert.

## Liste der Barone Kingsale (1223)
- Miles de Courcy, 1. Baron Kinsale († um 1230)
- Patrick de Courcy, 2. Baron Kingsale († um 1260)
- Nicholas de Courcy, 3. Baron Kingsale († um 1290)
- Edmund de Courcy, 4. Baron Kingsale († um 1302)
- John de Courcy, 5. Baron Kingsale († um 1303)
- Miles de Courcy, 6. Baron Kingsale (um 1286–vor 1344)
- Miles de Courcy, 7. Baron Kingsale († 1358)
- John de Courcy, 8. Baron Kingsale († um 1387)
- William de Courcy, 9. Baron Kingsale († um 1410)
- Nicholas de Courcy, 10. Baron Kingsale († um 1430)
- Patrick de Courcy, 11. Baron Kingsale († um 1460)
- Nicholas de Courcy, 12. Baron Kingsale († 1476)
- James de Courcy, 13. Baron Kingsale († um 1499)
- Edmond de Courcy, 14. Baron Kingsale († um 1505)
- David de Courcy, 15. Baron Kingsale († um 1520)
- John de Courcy, 16. Baron Kingsale († 1535)
- Gerald de Courcy, 17. Baron Kingsale († 1599)
- John de Courcy, 18. Baron Kingsale († 1628)
- Gerald de Courcy, 19. Baron Kingsale († 1642)
- Patrick de Courcy, 20. Baron Kingsale († 1663)
- John de Courcy, 21. Baron Kingsale († 1667)
- Patrick de Courcy, 22. Baron Kingsale (um 1660–1669)
- Almericus de Courcy, 23. Baron Kingsale (um 1664–1720)
- Gerald de Courcy, 24. Baron Kingsale (1700–1759)
- John de Courcy, 25. Baron Kingsale (um 1717–1776)
- John de Courcy, 26. Baron Kingsale († 1822)
- Thomas de Courcy, 27. Baron Kingsale (1774–1832)
- John de Courcy, 28. Baron Kingsale (1805–1847)
- John de Courcy, 29. Baron Kingsale (1827–1865)
- Michael de Courcy, 30. Baron Kingsale (1828–1874)
- John de Courcy, 31. Baron Kingsale (1821–1890)
- Michael de Courcy, 32. Baron Kingsale (1822–1895)
- Michael de Courcy, 33. Baron Kingsale (1855–1931)
- Michael de Courcy, 34. Baron Kingsale (1882–1969)
- John de Courcy, 35. Baron Kingsale (1941–2005)
- Nevinson de Courcy, 36. Baron Kingsale (* 1958)

Titelerbe (Heir Presumptive) ist der Onkel elften Grades des aktuellen Barons, Joseph Kenneth Charles de Courcy (* 1955).